# Polyceratocarpus pellegrinii
Polyceratocarpus pellegrinii là loài thực vật có hoa thuộc họ Na. Loài này được Le Thomas miêu tả khoa học đầu tiên năm 1965.